# Sabulodes gortyniaria
Sabulodes gortyniaria là một loài bướm đêm trong họ Geometridae.